# Genoa (vela)

Fiocco (a sinistra) e genoa a confronto

Il genoa è una vela triangolare issata tra l'albero più a prua di un'imbarcazione e l'estremità della prua o del bompresso.
Il genoa è del tutto simile al fiocco, con cui condivide la maggior parte delle caratteristiche salienti. La differenza sostanziale è data dalle diverse dimensioni: mentre il fiocco non oltrepassa, con l'angolo di scotta, l'albero verso poppa, il genoa si estende in lunghezza verso poppa, determinando una parziale sovrapposizione tra genoa e randa.
La sovrapposizione determinata dalla dimensione del genoa è variabile e viene misurata con il rapporto tra la lunghezza della perpendicolare allo strallo tracciata dalla bugna di scotta (LP) e la corrispondente dimensione relativa al triangolo prodiero, espressa come percentuale:
- fiocco,
- genoa 110% LP della vela pari al 110% della LP del triangolo prodiero
- genoa 135% LP della vela pari al 135% della LP del triangolo prodiero
- genoa 150% LP della vela pari al 150% della LP del triangolo prodiero

Come per il fiocco, il genoa  consente di mantenere il controllo della prua dell'imbarcazione e contribuisce alla capacità dell'imbarcazione di bordeggiare (di risalire il vento), anche se con minor efficienza del fiocco, e maggiore difficoltà in virata.
La presenza di maggiore superficie velica consente al genoa di essere versatile per andature intermedie, di bolina larga, al traverso e anche al lasco. Questo determina un uso del genoa come equipaggiamento standard nelle imbarcazioni a vela da diporto.
Il nome genoa deriva dal fatto che si crede che questo tipo di vela sia stato usato per la prima volta in regata a Genova (Genoa, in inglese) e a Copenaghen nel 1926 da Raimondo Panario. Altri attribuiscono l'invenzione del genoa a Sven Salen, armatore e padrone marittimo svedese.